# Remi Kabaka
Aderemi „Remi“ Kabaka (* 1944, auch Remy Kabocka) ist ein nigerianischer Perkussionist und Schlagzeuger, der zur britischen Rockmusik beitrug.
Kabaka war seit den 1960er Jahren in Großbritannien ansässig, wo er zunächst als Studiomusiker für Gordon Jackson oder Juicy Lucy arbeitete. 1970 war er ein Gründungsmitglied von Ginger Bakers Air Force. Dann arbeitete er mit Steve Winwood im Trio Third World. Anschließend leitete er die Afrofunk-Band Shakatu. Zwischen 1977 und 1980 war er Mitglied von Osibisa.
Kabaka komponierte die Musik für den brasilianisch-ghanesischen Spielfilm A Deusa negra von Ola Balogun. Weiterhin ist er auf Alben von Paul McCartney (Band on the Run), Twins Seven Seven,  Jim Capaldi (Short Cut Draw Blood) oder Paul Simon (The Rhythm of the Saints) zu hören. Zudem war er mit John Martyn und Hugh Masekela im Studio. Später zog er nach Santa Monica. 2003 begleitete er die Rolling Stones auf ihrer Tournee an der amerikanischen Westküste. 2013 nahm er in Los Angeles an den Feierlichkeiten zum Geburtstag von Nelson Mandela teil.

## Diskographische Hinweise
- 1973: Third World Aiye-Keta (Island Records, mit Steve Winwood und Abdul Lasisi Amao)
- 1977: Son of Africa (Island)
- 1978: Black Goddess (Soundway)
- 1983: Great Nation (R.A.K.)